# رعين (المغربة)

تعديل مصدري - تعديل

رعين هي إحدى قرى عزلة وكية بمديرية المغربة التابعة لمحافظة حجة، بلغ تعداد سكانها 846 نسمة حسب تعداد اليمن لعام 2004.